# Rio Giurcuţa
O Rio Giurcuţa é um rio da Romênia, afluente do Someşul Cald, localizado no distrito de Cluj.